# أمية بن أبي عبيدة التميمي
أبو يعلى أمية بن أبي عُبَيدة بن همام الحنظلي التميمي صحابي أسلم يوم فتح مكة وهو والد الصحابي المشهور يعلى بن أمية الذي كان أميراً على اليمن في عهد أبو بكر وعمر وعثمان. وكان أمية من أهل مكة المكرمة وكان فارساً في الجاهلية وقد ترك بلاد قومه بني تميم، وسكن مكة وحالف بني نوفل بن عبد مناف من قريش، وشهد معهم في الجاهلية حرب الفجار وقاتل معهم ضد قبائل قيس عيلان.